# Saucelle
Saucelle ist eine nordspanische Gemeinde (municipio) mit 252 Einwohnern (Stand: 2024) in der Provinz Salamanca in der Autonomen Gemeinschaft Kastilien-León.

## Lage
Saucelle liegt im Nordwesten der Provinz Salamanca in einer Höhe von ca. 665 Metern ü. d. M. in der felsigen Landschaft des Naturparks Arribes del Duero an der Grenze zu Portugal, die hier vom Duero 
bzw. der Talsperre Saucelle gebildet wird. Die Provinzhauptstadt Salamanca ist etwa 140 Kilometer (Fahrtstrecke) in ostsüdöstlicher Richtung entfernt.

## Bevölkerungsentwicklung
| Jahr      | 1950 | 1960 | 1970 | 1981 | 1991 | 2000 | 2011 | 2021 |
| Einwohner | 903  | 1630 | 815  | 620  | 575  | 411  | 387  | 275  |

## Sehenswürdigkeiten
- Kirche der Unbefleckten Empfängnis (Iglesia de Nuestra Señora de la Concepión)

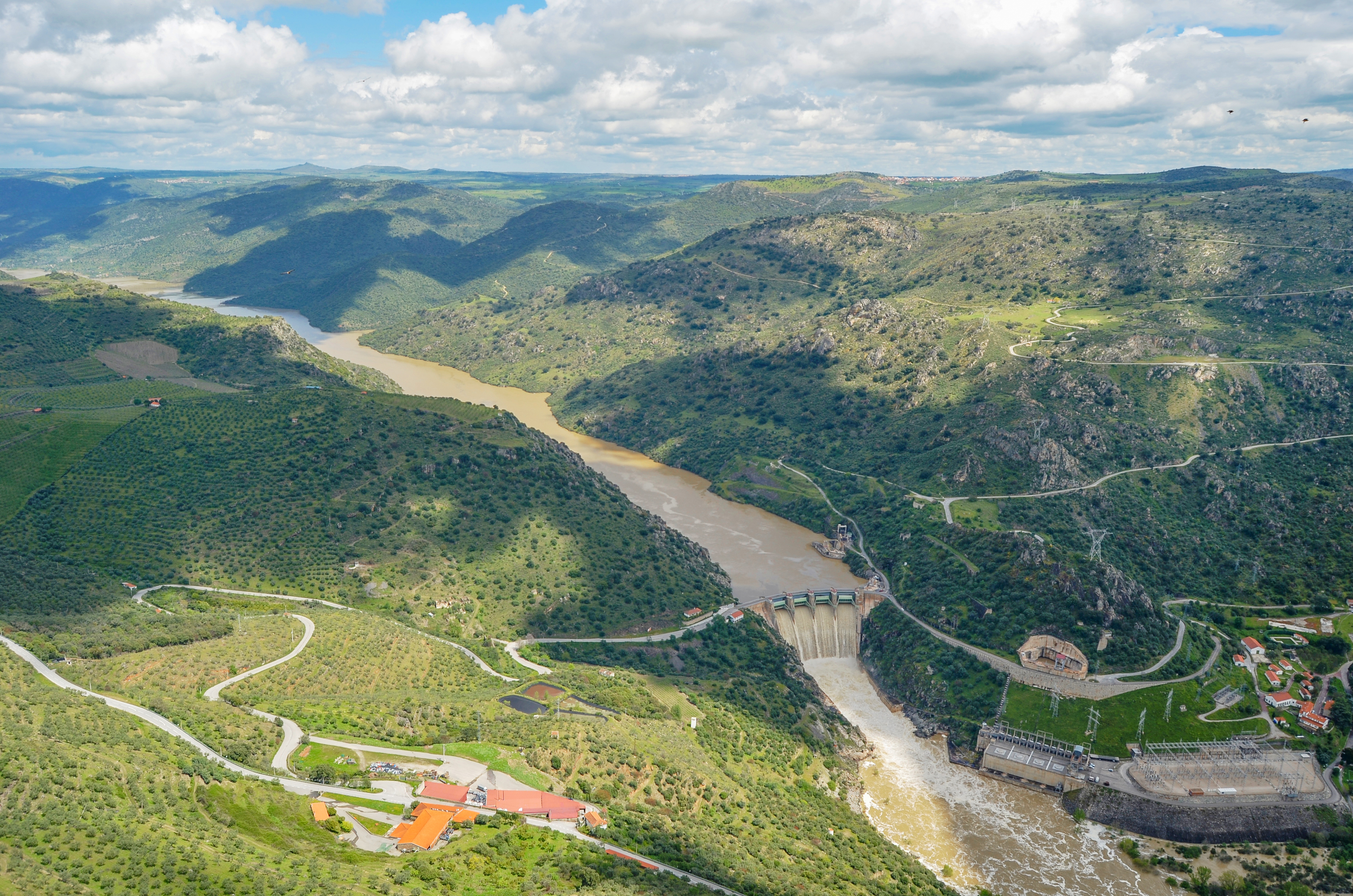
Talsperre des Duero
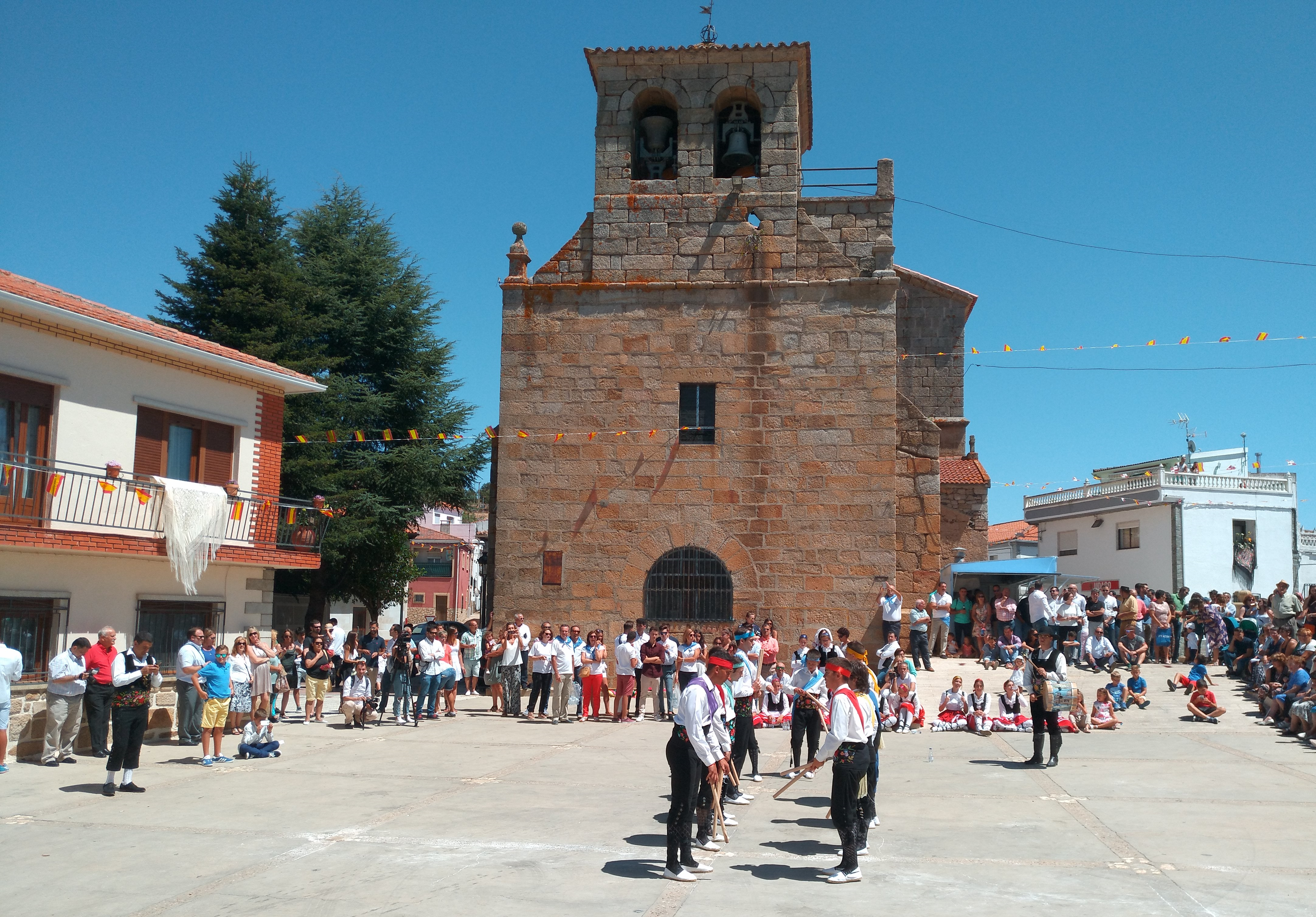
Kirche der Unbefleckten Empfängnis

## Persönlichkeiten
- Francisco Ferreira Colmenero (genannt Patxi Ferreira, * 1967), Fußballspieler und -trainer